# Paraplanocera
Genre
Paraplanocera est un genre de vers plats polyclades de la famille des Planoceridae.

## Taxinomie

### GenreParaplanocera
Le nom valide complet (avec auteur) de ce taxon est Paraplanocera Laidlaw, 1903.

### Liste des espèces
Selon la base de données World Register of Marine Species (16 novembre 2023), le genre Paraplanocera contient les espèces suivantes :
- Paraplanocera angeli Soutullo, Cuadrado & Norena, 2021
- Paraplanocera aurora Laidlaw, 1903
- Paraplanocera discus (Willey, 1897)
- Paraplanocera fritillata Hyman, 1959
- Paraplanocera langi (Laidlaw, 1902) - espèce type
- Paraplanocera marginata Meyer, 1922
- Paraplanocera misakiensis Yeri & Kaburaki, 1918
- Paraplanocera oceanica (Hyman, 1953)
- Paraplanocera oligoglena (Schmarda, 1859)
- Paraplanocera oligoglenoides Ramos-Sanchez, Bahia & Rolando Bastida-Zavala, 2019
- Paraplanocera rotumanensis Laidlaw, 1903
- Paraplanocera rubrifasciata Kato, 1937

Synonymes
- l'espèce Paraplanocera laidlawi Jacubowa, 1906 est synonyme de Paraplanocera discus (Willey, 1897)
- l'espèce Paraplanocera langii (Laidlaw, 1902) est synonyme de Paraplanocera langi (Laidlaw, 1902)

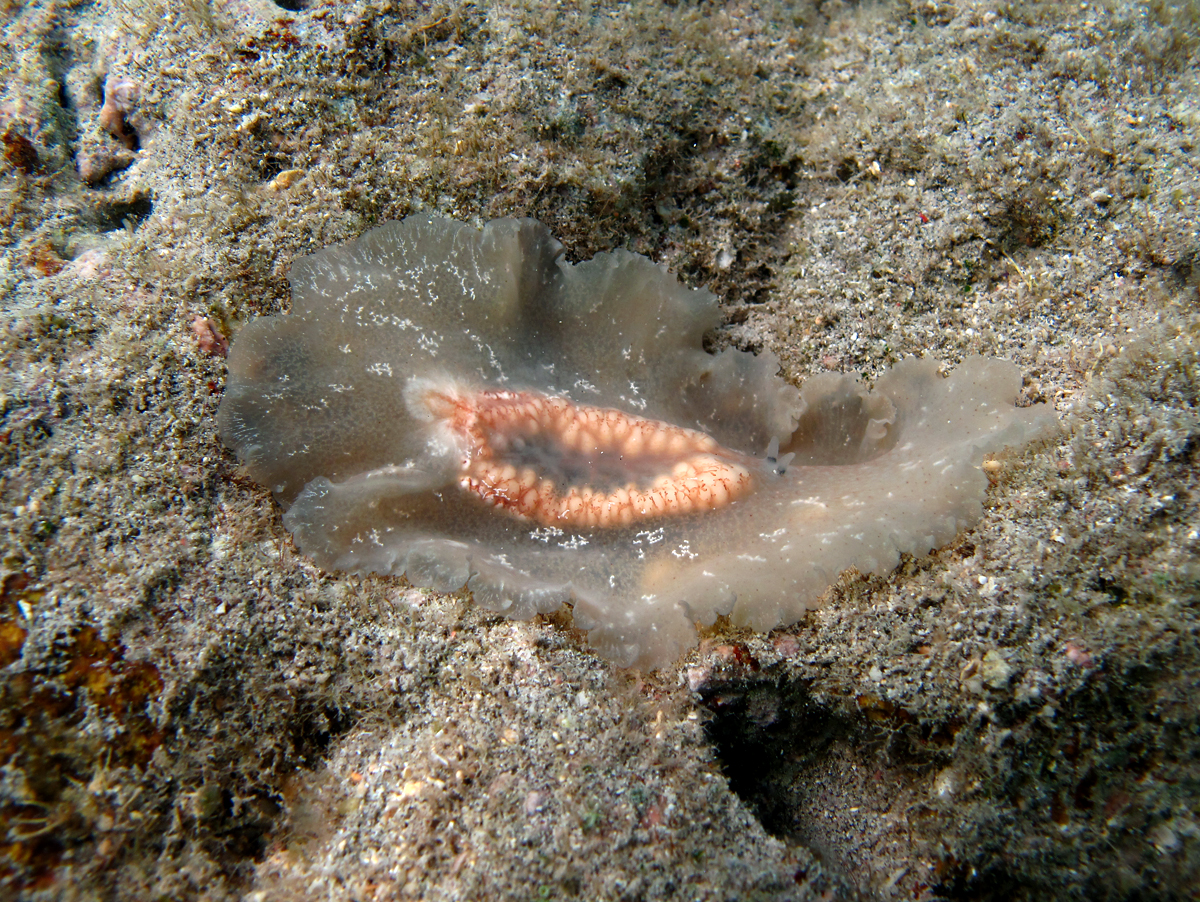
Paraplanocera sp. 1, avec ses œufs.
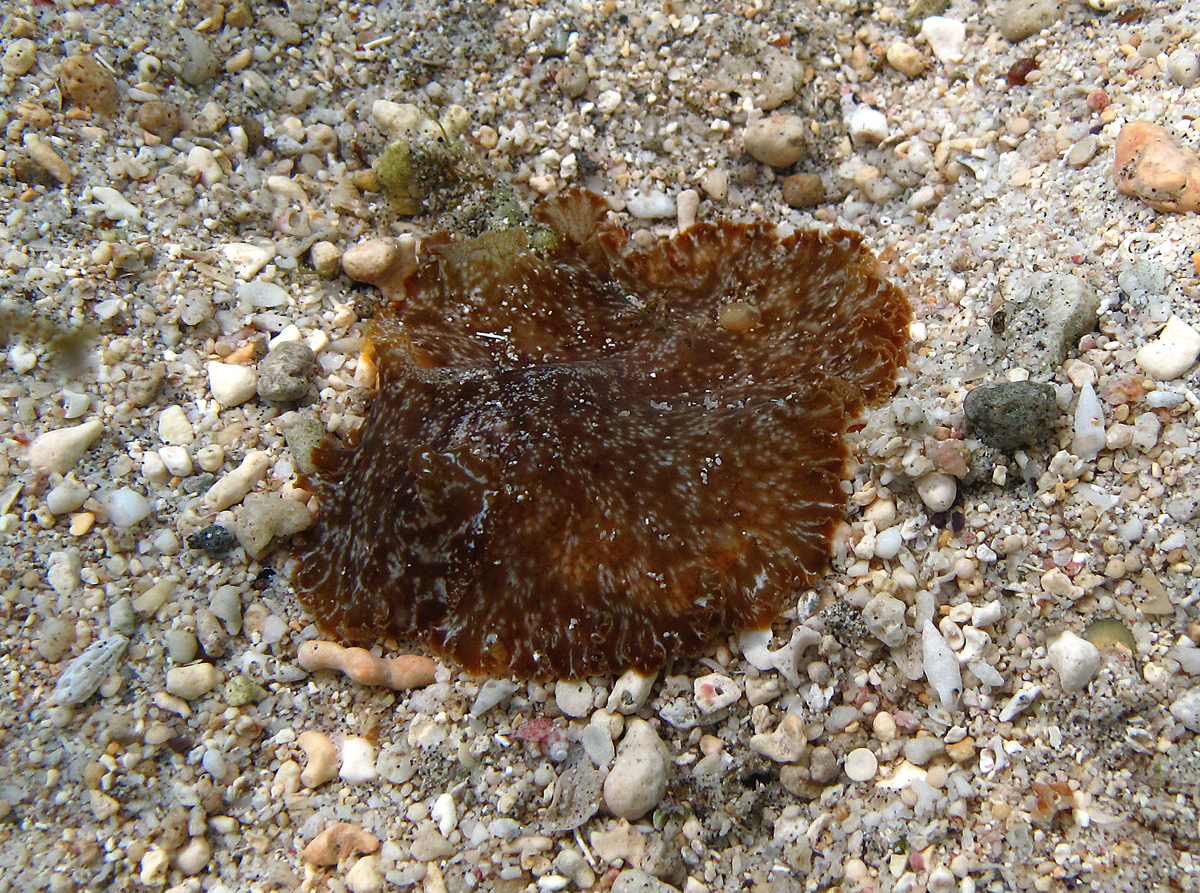
Paraplanocera sp. (peut-être P. cf. oligoglena).

## Publication originale
- (en) Frank Fortescue Laidlaw, « Notes on some marine Turbellaria from Torres Straits and the Pacific, with a description of new species », Memoirs and proceedings of the Manchester Literary & Philosophical Society, Manchester, Manchester Literary and Philosophical Society, vol. 47, no 5,‎ 13 janvier 1903, p. 1-12 (ISSN 0076-3721, OCLC 7726729, lire en ligne).